# Lục đóa Bắc bộ
Lục đóa Bắc bộ (danh pháp khoa học: Phacellaria tonkinensis) là một loài thực vật có hoa trong họ Santalaceae. Loài này được Lecomte miêu tả khoa học đầu tiên năm 1914.